# Re d'Italia (1863)
Panserskibet Re d'Italia indgik i den tredje serie af panserskibe i den nye italienske marine, der blev skabt, da Italien blev samlet i 1861. Værftskapaciteten i Italien var begrænset, så marinen måtte gøre brug af udenlandske værfter. De to skibe i Re d'Italia-klassen blev derfor bygget i USA, og det var åbenbart intet problem for leveringen, at Unionen i de år var i krig med Konføderationen. Skibene var de hidtil største i marinen, men da de var bygget af træ, manglede der vandtætte inddelinger, og deres panser var ikke ført helt agterud til beskyttelse af roret, noget der senere fik fatale konsekvenser. Navnet Re d'Italia (kongen af Italien) var til ære for den nye nations første konge Viktor Emanuel 2.

## Tjeneste
Skibet fik en kort, men begivenhedsrig karriere. Re d'Italia fungerede som flagskib i den italienske flåde, der skulle beskytte en landgangsoperation på øen Lissa (nu kroatisk Vis) i Adriaterhavet. Før landgangen nåede at begynde, ankom den østrigske flåde, og den italienske admiral Persano skabte en del forvirring ved at skifte flagskib til Affondatore, uden at signalere det til resten af skibene. Under kampen blev Re d'Italia vædret af den østrigske admiral Tegetthoffs flagskib Erzherzog Ferdinand Max og det sank i løbet af to-tre minutter. Der er flere forklaringer på, at vædringen lykkedes. Ifølge nogle kilder lå skibet stille i vandet, fordi kaptajnen slog bak for at undgå sin modstander, ifølge andre var roret så beskadiget af skud, at skibet ikke kunne manøvrere effektivt. 381 mand af besætningen mistede livet ved forliset.